# Кулюкін Сергій Васильович
Кулю́кін Сергі́й Васи́льович (нар. 18 лютого 1949, Воронезька область, СРСР) — український підприємець у галузі залізничного транспорту, голова правління ПрАТ «Київський ЕВРЗ» (2001–2011). Кавалер ордена «За заслуги» III ступеня, «Заслужений працівник транспорту України», «Почесний залізничник». Співавтор численних патентів на корисні моделі в галузі залізничного транспорту.

## Життєпис
Сергій Кулюкін народився у Воронезькій області в родині робітників. Закінчив Дніпропетровський інститут інженерів залізничного транспорту, за фахом - інженер-електромеханік.

## Нагороди та відзнаки
- Орден «За заслуги» III ступеня (28 травня 2009) — за значні особисті заслуги у соціально-економічному та культурному розвитку столиці України, вагомі досягнення у професійній діяльності, багаторічну сумлінну працю та з нагоди Дня Києва[2]
- «Заслужений працівник транспорту України» (1 листопада 2007) — за вагомий особистий внесок у розвиток транспортної системи України, підвищення ефективності використання залізничного транспорту, високу професійну майстерність та з нагоди Дня залізничника[3]
- «Почесний залізничник»